# (13209) Arnhem
(13209) Arnhem ist ein Asteroid des Hauptgürtels, der nach der niederländischen Hauptstadt der Provinz Gelderland, Arnheim, benannt wurde. Er wurde am 9. April 1997 vom belgischen Astronomen Eric Walter Elst im La-Silla-Observatorium entdeckt.